# Formula Regional Japanese Championship
Die Formula Regional Japanese Championship (FR Japanese) ist eine FIA-Formel-Regional-Rennserie. Die Meisterschaft wurde 2020 das erste Mal ausgetragen.

## Sportliches Reglement

### Ablauf des Rennwochenendes
Das Qualifying besteht aus zwei 15-minütigen Sessions, die Startreihenfolge zum ersten Rennen bestimmt die schnellste Runde im ersten Qualifying und die Reihenfolge des zweiten Rennens wird über die schnellste Runde im zweiten Qualifying gebildet; wenn ein drittes Rennen abgehalten wird, dann wird die Startaufstellung dafür gesondert für das Rennwochenende geregelt. Alle zwei oder drei Rennen dauern jeweils 30 Minuten mit einer weiteren finalen Rennrunde. Es dürfen maximal zwei verschiedene Sets von Trockenreifen an einem Rennwochenende eingesetzt werden.

### Punkteverteilung
Die Punktewertung orientiert sich am aktuellen Punktesystem der Formel 1. Somit erhält der Sieger eines Rennens 25, der Zweite 18, der Dritte 15 Punkte bis hin zum Zehntplatzierten, welcher den letzten Punkt erhält. Es werden keine Zusatzpunkte für die Pole-Position oder die schnellste Rennrunde verteilt. In die Teamwertung fließt der beste Rennfahrer pro Rennen ein.
| Punkteverteilung | Punkteverteilung | Punkteverteilung | Punkteverteilung | Punkteverteilung | Punkteverteilung | Punkteverteilung | Punkteverteilung | Punkteverteilung | Punkteverteilung | Punkteverteilung | Punkteverteilung | Punkteverteilung |
| ---------------- | ---------------- | ---------------- | ---------------- | ---------------- | ---------------- | ---------------- | ---------------- | ---------------- | ---------------- | ---------------- | ---------------- | ---------------- |
| Platz            | 1                | 2                | 3                | 4                | 5                | 6                | 7                | 8                | 9                | 10               | PP               | SR               |
| Punkte           | 25               | 18               | 15               | 12               | 10               | 8                | 6                | 4                | 2                | 1                | –                | –                |

### Superlizenz-Punkte
Der Meister der Serie erhält, anders als das europäische Pendant, nur 18 Punkte für die Superlizenz, der Vizemeister 14, der Dritte zwölf Punkte bis zum neuntplatzierten, welcher den letzten verfügbaren Punkt für die Superlizenz erhält.
| Superlizenz-Verteilung | Superlizenz-Verteilung | Superlizenz-Verteilung | Superlizenz-Verteilung | Superlizenz-Verteilung | Superlizenz-Verteilung | Superlizenz-Verteilung | Superlizenz-Verteilung | Superlizenz-Verteilung | Superlizenz-Verteilung | Superlizenz-Verteilung |
| ---------------------- | ---------------------- | ---------------------- | ---------------------- | ---------------------- | ---------------------- | ---------------------- | ---------------------- | ---------------------- | ---------------------- | ---------------------- |
| Platz                  | 1                      | 2                      | 3                      | 4                      | 5                      | 6                      | 7                      | 8                      | 9                      | 10                     |
| Punkte                 | 18                     | 14                     | 12                     | 10                     | 6                      | 4                      | 3                      | 2                      | 1                      | 0                      |

## Technisches Reglement

### Chassis
In der Meisterschaft wird als Chassis das F111/3 von Dome verwendet. Die Chassis sind Wabenkern-Monocoques aus CFK und haben eine Reihe von neuen Sicherheitsmerkmalen, darunter das Halo-System, extrahierbarer Rennsitz und einen verbesserten Seitenaufprallschutz. Als Aufhängung werden vorne sowie hinten Doppelquerlenkerachsen mit innenliegenden Schraubenfedern und Stoßdämpfern, betätigt über Schubstangen, mit Stabilisatoren verwendet. Zum Bremsen werden Scheibenbremsen eingesetzt. Der Tank fasst 60 Liter.

### Motor und Getriebe
Als Motor wird ein Alfa Romeo-Autotecnica 1,75-Liter-Turbomotor eingesetzt, der etwa 199 kW (270 PS) Leistung erzeugt. Geschaltet wird über ein sequenzielles Sechsgangschaltgetriebe von Sadev Group mit Schaltwippen am Lenkrad.

### Reifen
Als Bereifung kommen Slicks von Dunlop zum Einsatz.

## Bisherige Meister
| Jahr | Meister        | Punkte | Zweiter          | Punkte | Dritter           | Punkte | Bestes Team          | Punkte            | Master            | Punkte            | Quelle |
| ---- | -------------- | ------ | ---------------- | ------ | ----------------- | ------ | -------------------- | ----------------- | ----------------- | ----------------- | ------ |
| 2020 | Sena Sakaguchi | 275,5  | Yuga Furutani    | 223,5  | Tomoki Takahashi  | 139,5  | Nicht ausgetragen    | Nicht ausgetragen | Nicht ausgetragen | Nicht ausgetragen | [ 6 ]  |
| 2021 | Yuga Furutani  | 240,5  | Ai Miura         | 179,5  | Riki Okusa        | 140,5  | TOM'S Youth          | 245,5             | Takashi Hata      | 196,5             | [ 7 ]  |
| 2022 | Miki Koyama    | 349,5  | Sota Ogawa       | 280,5  | Yoshiaki Katayama | 212,5  | Super License        | 349,5             | Hirobon           | 281,5             | [ 8 ]  |
| 2023 | Sota Ogawa     | 243,5  | Liam Sceats      | 219,5  | Jiei Okuzumi      | 145,5  | Sutekina Racing Team | 309,5             | Yoshitsugu Kondo  | 150,5             | [ 9 ]  |
| 2024 | Michael Sauter | 236,5  | Sebastian Manson | 155,5  | Yoshiaki Nakamura | 146,5  | Birth Racing Project | 254,5             | Yugo              | 230,5             | [ 10 ] |